# Luna extrasolar

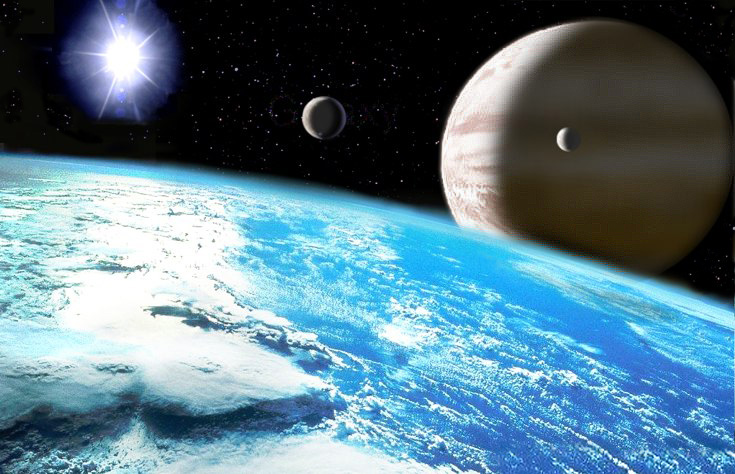
Recreación de upsilon Andromedae d y sus lunas.

Un satélite extrasolar, exosatélite o exoluna es un satélite natural que orbitaría de forma natural un planeta extrasolar o una enana marrón.

## Definición de satélite alrededor de una enana marrón
Aparte de la definición tradicional de que todas las lunas son satélites naturales que orbitan alrededor de planetas que a su vez giran en torno a una estrella según la Unión Astronómica Internacional: Luna es todo cuerpo que gira alrededor de otro cuya masa es inferior a la masa necesaria para que se produzca la fusión termonuclear del Deuterio. Actualmente se calcula que la masa crítica para la fusión equivale a 13 masas de Júpiter.

## Teoría y búsqueda
La mejor prueba de la existencia de satélites naturales la encontramos en nuestro sistema solar. La cantidad tan grande de estos satélites que existen en torno a los planetas del Sol evidencia la probabilidad alta de la existencia de homólogos orbitando exoplanetas, que con la mejora de los sistemas de detección será más fácil encontrarlos.

## Habitabilidad

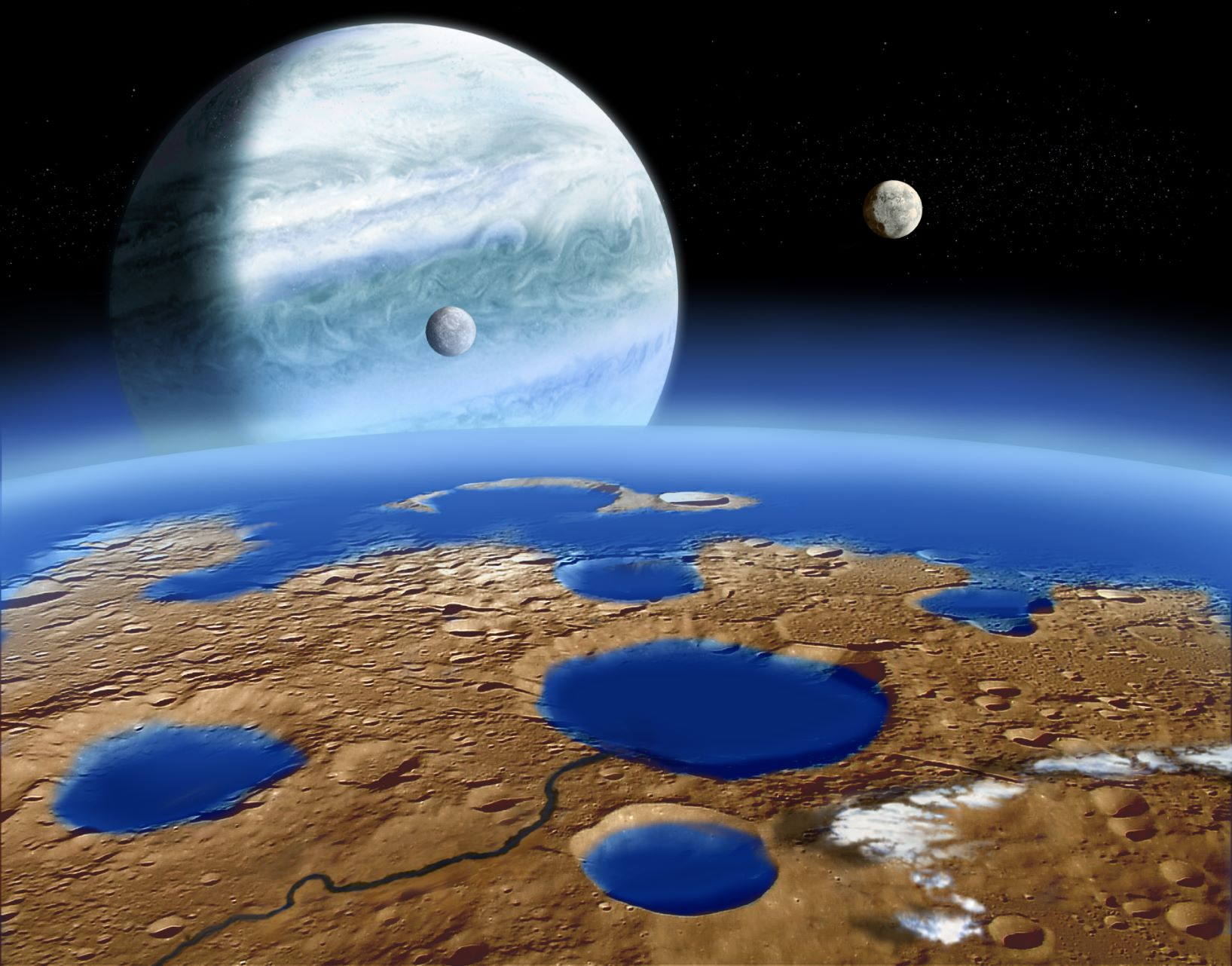
Satélite extrasolar habitable con atmósfera, ríos llenado cráteres para crar lagos y océanos de agua líquida y formando nubes de vapor. La luna orbitando el planeta Upsilon Andromedae d (planeta "Majriti") que se ubica en la zona habitable de la estrella, es un planeta super-gigante (10 veces la masa de jupiter) pero al ser más cálido presenta nubes blanquecinas de vapor de agua, un típico planeta Clase II, según la categorización de Sudarsky.

La habitabilidad de un satélite extrasolar se ha considerado en al menos dos estudios publicados en revistas revisadas por pares. René Heller y Rory Barnes consideraron la iluminación estelar y planetaria en los satélites, así como el efecto de los eclipses en su iluminación de superficie en órbita promedio. También consideraron la calefacción por marea como una amenaza para su habitabilidad. En la sec. 4 en su artículo introducen un nuevo concepto para definir las órbitas habitables de los satélites. Refiriéndose al concepto de la zona habitable circumstellar para los planetas, definen un borde interno para que una luna sea habitable alrededor de un cierto planeta y lo llamen el "borde habitable" circumplanetario. Las lunas más cercanas a su planeta que el borde habitable son inhabitables. En un segundo estudio, René Heller incluyó entonces el efecto de los eclipses en este concepto, así como las limitaciones de la estabilidad orbital de un satélite. Encontró que, dependiendo de la excentricidad orbital de una luna, hay una masa mínima para que las estrellas alojen lunas habitables alrededor de 0,2 masas solares.
Tomando como ejemplo Europa, con menos del 1 % de la masa de la Tierra, Lehmer et al. encontró que si llegara a estar cerca de la órbita terrestre, solo sería capaz de mantener su atmósfera durante unos pocos millones de años. Sin embargo, para cualquier mayor, las medias de tamaño Ganímedes aventurarse en la zona habitable de su sistema solar, una atmósfera y agua superficial podría ser retenido casi indefinidamente. Los modelos para la formación lunar sugieren la formación de lunas aún más masivas que Ganímedes es común en torno a muchos de los exoplanetas superjovianos.